# Knox Automobile

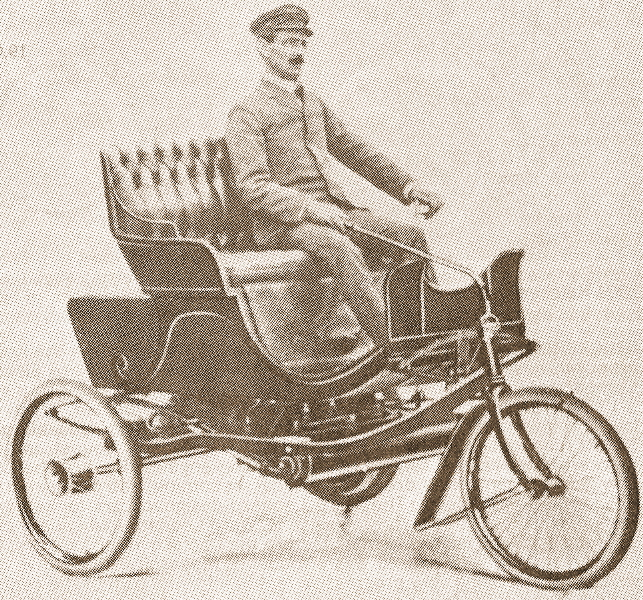
Knox Dreiradfahrzeug (1901)

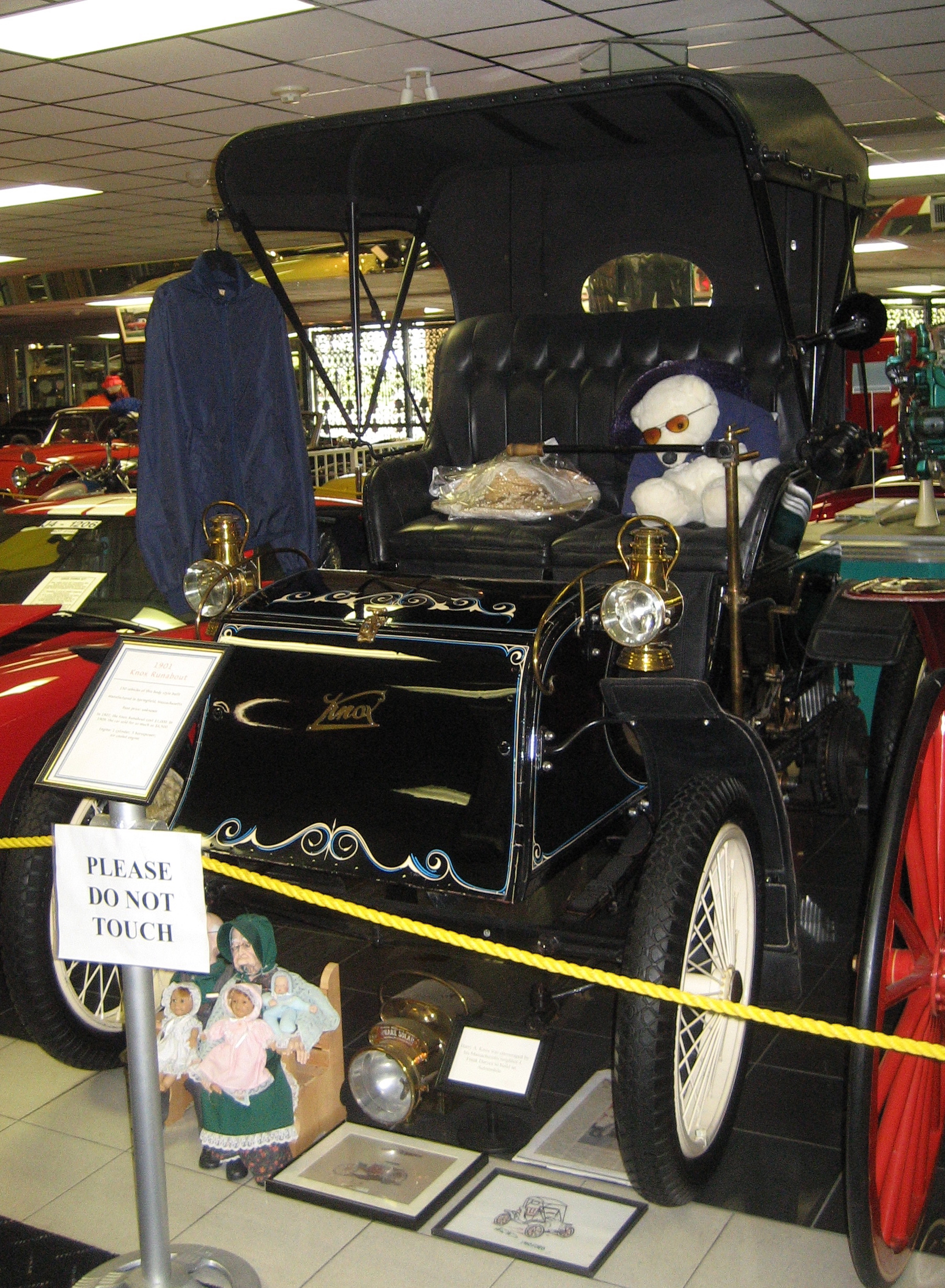
Knox Runabout (1901) im Tallahassee Automobile Museum. Dieses Modell hatte einen luftgekühlten Einzylindermotor mit 5 bhp (3,7 kW)

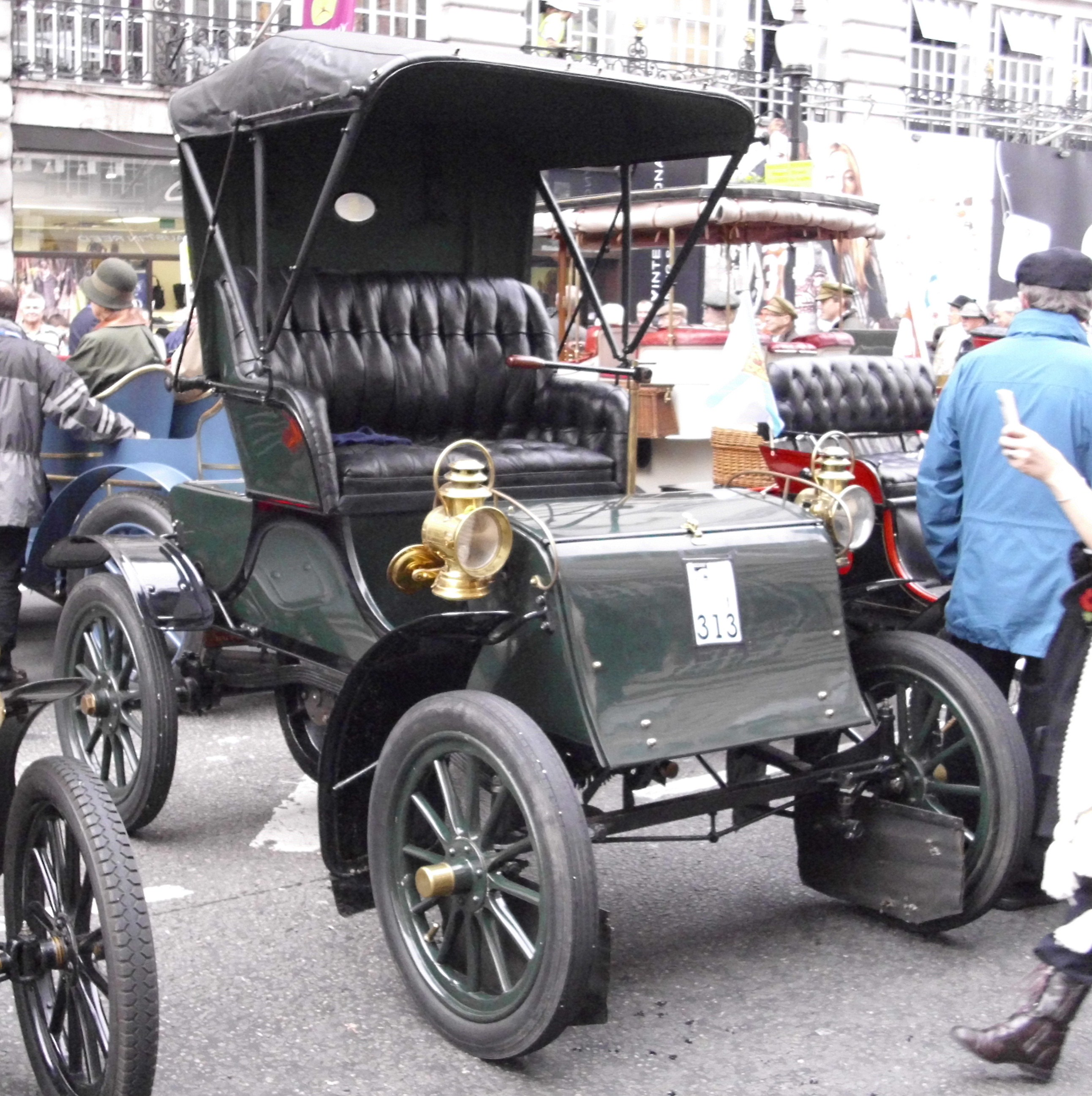
Knox von 1903

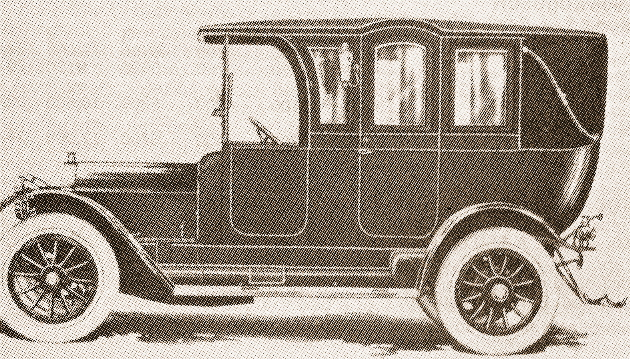
Knox Modell 45 (1914)

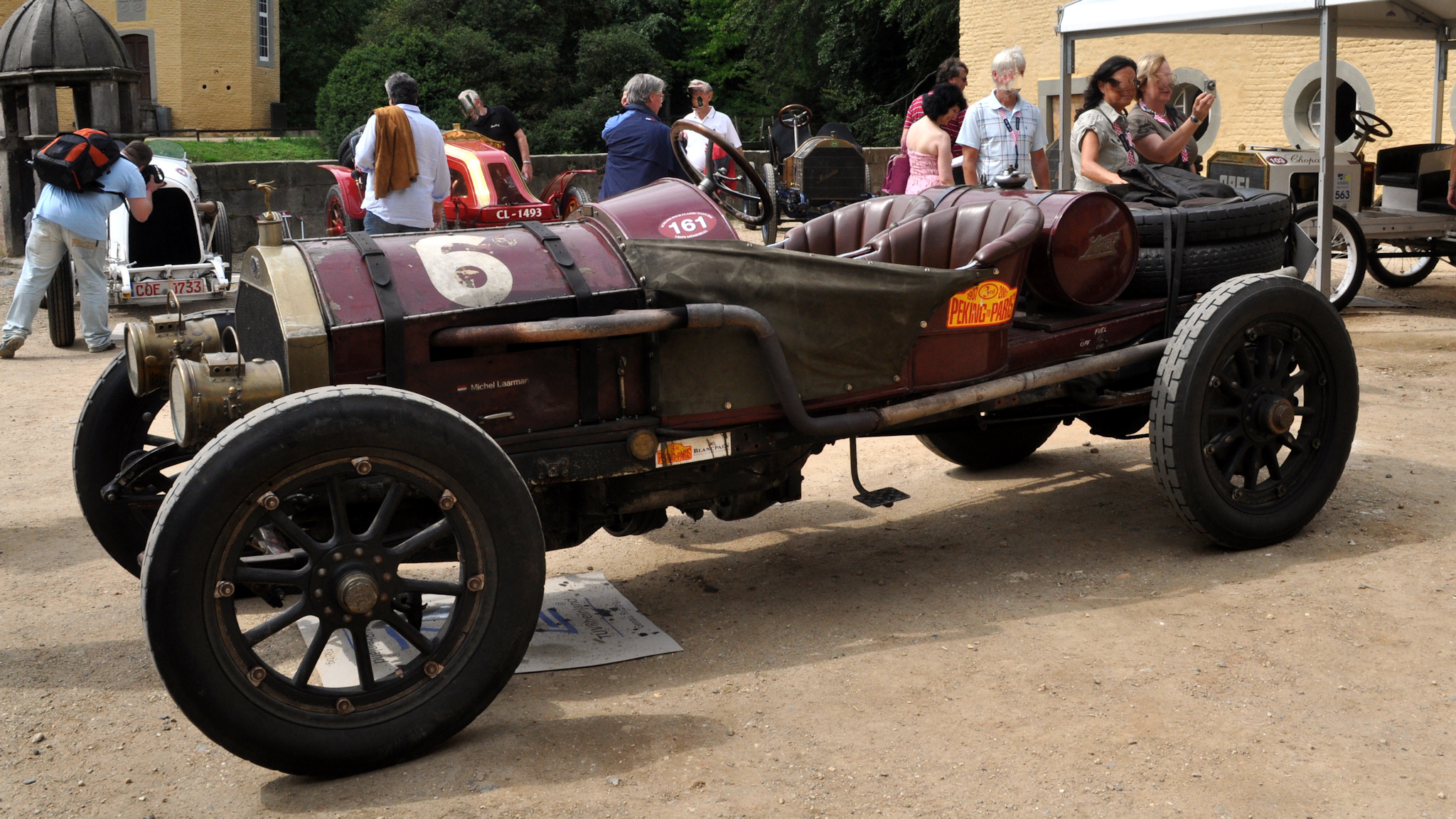
Knox Type R während der Classic Days 2011 auf Schloss Dyck

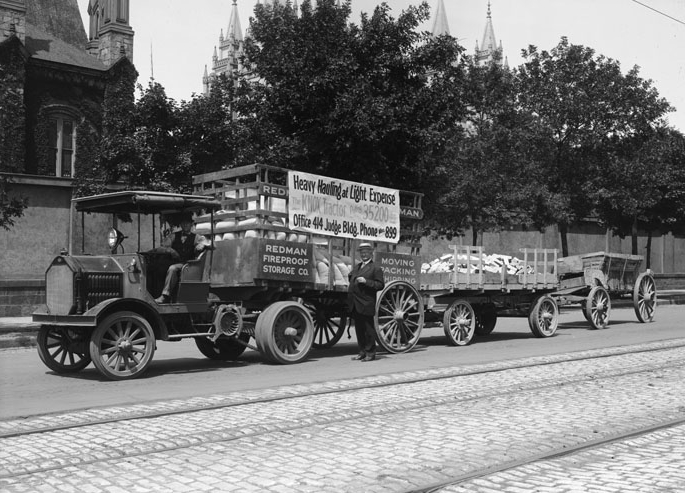
Knox Zugmaschine (1915) in Salt Lake City

Die Knox Automobile Company war ein US-amerikanischer Automobilhersteller.

## Beschreibung
Harry A. Know gründete 1900 das Unternehmen in Springfield in Massachusetts. Es stellte von 1900 bis 1914 Personenkraftwagen sowie von 1901 bis 1924 Lastkraftwagen her. Außerdem entstanden Traktoren und Feuerwehrfahrzeuge.
Ab 1900 wurde zunächst ein dreirädriger Runabout mit zwei Sitzen und luftgekühltem Einzylindermotor hergestellt. Einen der ersten kaufte der Journalist Charles Yale Knight, der später durch die Erfindung des Hülsenschiebermotors bekannt wurde.
Der Knox von 1904 war ebenfalls ein Runabout. Ein luftgekühlter Einzylindermotor war in der Mitte des Wagens liegend eingebaut; er leistete 8 bhp (5,9 kW). In der Werbung wurde der Wagen als Waterless Knox (dt.: Wasserloser Knox) angepriesen, erhielt aber auch den Spitznamen Old Porcupine (dt.: Altes Stachelschwein), weil sein Zylinder 50 mm lange Nadeln zur Kühlung hatte. An den Motor angeschlossen war ein Zweigang-Planetengetriebe. Der Wagen war auf einem Rahmen aus Winkelstahl aufgebaut, wog 839 kg, hatte seitlich stehende Blattfedern und zwei Sitze. Er kostete 1350 US-Dollar.
Ein größeres Knox-Tonneau-Modell mit Reihenzweizylindermotor, der 16 bhp (11,8 kW) leistete, wurde ebenfalls hergestellt und für 2000 Dollar verkauft. Der Motor hatte 4418 cm³ Hubraum mit einer Bohrung von 125 mm und 180 mm Hub. 1906 kamen Vierzylindermodelle, 1907 Kardanantrieb und 1908 Wasserkühlung. Ab 1910 entstanden auch Sechszylindermodelle.
Ende 1912 wurde das Vergleichsverfahren über das Unternehmen eröffnet und im Mai 1914 der Automobilbau eingestellt. 1919 kam der Zusammenschluss mit der Militor Corporation, einem ebenfalls in Springfield ansässigen Motorradhersteller. Pläne zur Neuauflage eines Pkw scheiterten, aber bis 1924 wurden noch Traktoren gebaut. Dann musste das Unternehmen infolge der schlechten Wirtschaftslage endgültig geschlossen werden.

## Pkw-Modelle
| Modell       | Bauzeitraum | Zylinder | Leistung         | Radstand (mm) |
| ------------ | ----------- | -------- | ---------------- | ------------- |
| A            | 1900–1902   | 1        | 5 bhp (3,7 kW)   |               |
| B            | 1902        | 1        | 8 bhp (5,9 kW)   | 1753          |
| Two Cylinder | 1902        | 2 Reihe  | 8 bhp (5,9 kW)   |               |
| C            | 1903        | 1        | 8 bhp (5,9 kW)   | 1829          |
| One Cylinder | 1904        | 1        | 10 bhp (7,4 kW)  | 1829          |
| Two Cylinder | 1904        | 2 Reihe  | 18 bhp (13,2 kW) | 2134          |
| E            | 1905        | 1        | 10 bhp (7,4 kW)  | 1829          |
| F            | 1905–1906   | 2 Reihe  | 16 bhp (11,8 kW) | 2286          |
| F-1          | 1905–1906   | 2 Reihe  | 16 bhp (11,8 kW) | 2057          |
| F-3          | 1905–1906   | 2 Reihe  | 16 bhp (11,8 kW) | 2210          |
| F-4          | 1906–1907   | 2 Reihe  | 16 bhp (11,8 kW) | 2057          |
| G            | 1906–1908   | 4 Reihe  | 40 bhp (29 kW)   | 2845          |
| H            | 1907–1909   | 4 Reihe  | 30 bhp (22 kW)   | 2591          |
| L            | 1908        | 4 Reihe  | 30 bhp (22 kW)   | 2591          |
| O            | 1909        | 4 Reihe  | 38 bhp (28 kW)   | 2591–2896     |
| M            | 1909–1910   | 4 Reihe  | 48 bhp (35 kW)   | 3226          |
| R            | 1910–1912   | 4 Reihe  | 40 bhp (29 kW)   | 2642–3099     |
| S            | 1910–1912   | 6 Reihe  | 60 bhp (44 kW)   | 2692–3404     |
| R-45         | 1912        | 4 Reihe  | 40 bhp (29 kW)   | 3200          |
| 44           | 1913–1914   | 4 Reihe  | 40 bhp (29 kW)   | 2972–3099     |
| 45           | 1913–1914   | 4 Reihe  | 40 bhp (29 kW)   | 3200          |
| 46           | 1913–1914   | 6 Reihe  | 46 bhp (34 kW)   | 3302–3404     |
| 66           | 1913        | 6 Reihe  | 60 bhp (44 kW)   | 3404          |

## Pkw-Produktionszahlen
| Jahr  | Produktionszahl |
| ----- | --------------- |
| 1900  | 15              |
| 1901  | 100             |
| 1902  | 250             |
| 1903  | 500             |
| 1904  | 553             |
| 1905  | 572             |
| 1906  | 753             |
| 1907  | 1.000           |
| 1908  | 1.215           |
| 1909  | 1.317           |
| 1910  | 1.412           |
| 1911  | 1.215           |
| 1912  | 877             |
| 1913  | 673             |
| 1914  | 383             |
| Summe | 10.835          |

Quelle:

## Erhaltene Fahrzeuge
Das Tupelo Automobile Museum in Tupelo (Mississippi) besitzt eine dreirädrige Knox-Voiturette.
Ein 1911 gebauter Knox Type R hat 2007 an der Oldtimer-Fernfahrt Peking–Paris teilgenommen. Der Wagen befindet sich in niederländischem Besitz.

## Rennsport

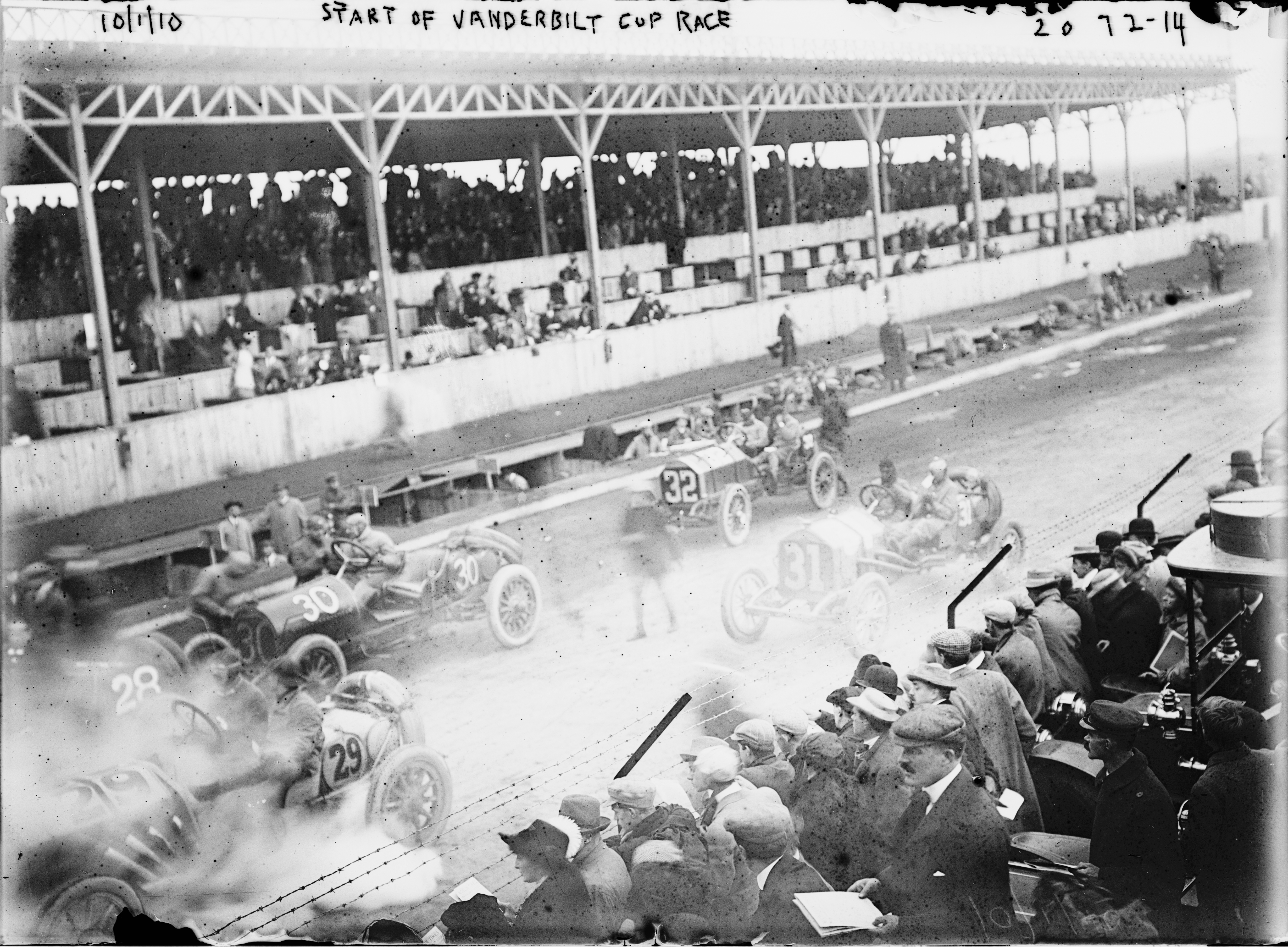
Start zum Rennen um den Vanderbilt Cup 1910. Wagen Nr. 32 ist der Knox von Werksfahrer Fred Belcher

1908 starteten sowohl Al Denison mit Mechaniker Crane als auch William Burque mit Mechaniker Lynch beim Vanderbilt Cup. Sie erreichen die Plätze sieben und acht. Fred Belcher und Jack Coffey errangen zwei Jahre später Platz 28.
Bourque verunglückte 1909 auf dem Indianapolis Motor Speedway in einem Rennwagen von Knox tödlich.